# 마쓰나가 세키
마쓰나가 세키(일본어: 松永 碩, 1928년 6월 25일 ~ 2013년 3월 4일)는 일본의 전 축구 선수이다.

## 국가대표팀 경력
그는 1951년 아시안 게임에 참가할 일본 국가대표팀에 발탁되었으며, 3월 9일 아프가니스탄와의 경기에서 데뷔했다. 동메달 획득.

## 통계
| 일본 | 일본 | 일본 |
| 연도 | 출전 | 득점 |
| ---- | ---- | ---- |
| 1951 | 1    | 0    |
| 통산 | 1    | 0    |